# Bobbi Kristina Brown
Pour les articles homonymes, voir Brown.
Bobbi Kristina Brown, née le 4 mars 1993 et morte le 26 juillet 2015, est une personnalité des médias américaine.

## Biographie
Elle est la fille unique de Bobby Brown et de Whitney Houston.
Très discrète depuis des années, ce n'est qu'à la mort de sa mère le 11 février 2012, qu'elle est révélée au grand jour via les médias qui la harcèlent.
Le 31 janvier 2015, elle est retrouvée inconsciente dans sa baignoire, dans les mêmes circonstances que sa mère, victime d'une overdose.
Elle reste plongée dans un profond coma pendant six mois et meurt des suites d'une pneumonie, le 26 juillet 2015, à 22 ans.
Son petit-ami Nick Gordon est condamné le 17 novembre 2016 à verser 36 millions de dollars de dommages et intérêts à la famille. Il est tenu pour responsable de lui avoir donné un cocktail toxique puis de lui avoir plongé la tête dans l'eau, entraînant le coma,,,. Ce dernier meurt en 2020 d'une overdose.